# Lista de sub-regiões portuguesas ordenadas pelo PIB
A seguinte lista demostra todas as 25 sub-regiões portuguesas ordenadas pelo produto interno bruto de acordo com a evolução da economia sub-regional desde 2009. Todos os dados se baseiam nos censos oficiais do Instituto Nacional de Estatística.

## Sub-regiões pelo PIB
A lista mostra as sub-regiões portuguesas pelo produto interno bruto em 2021, junto com a percentagem ao produto interno bruto nacional e o crescimento real em comparação do ano anterior.
| Posição | Posição          | Sub-região                   | PIB (em mil €) | Crescimento do PIB (real, em %) | Participação ao PIB nacional em % do total | Variação da participação em % de 2020 |
| Em 2021 | Comparada a 2020 | Sub-região                   | PIB (em mil €) | Crescimento do PIB (real, em %) | Participação ao PIB nacional em % do total | Variação da participação em % de 2020 |
| ------- | ---------------- | ---------------------------- | -------------- | ------------------------------- | ------------------------------------------ | ------------------------------------- |
| 1       | (0)              | Área Metropolitana de Lisboa | 76.404.000     | 7,0 %                           | 35,6 %                                     | 0,1 %                                 |
| 2       | (0)              | Área Metropolitana do Porto  | 34.555.000     | 6,8 %                           | 16,2 %                                     | 0,1 %                                 |
| 3       | (0)              | Algarve                      | 9.244.000      | 6,2 %                           | 4,3 %                                      | 0,1 %                                 |
| 4       | (0)              | Região de Coimbra            | 8.317.000      | 5,0 %                           | 3,9 %                                      | 0,1 %                                 |
| 5       | (0)              | Região de Aveiro             | 7.759.000      | 9,2 %                           | 3,6 %                                      | 0,0 %                                 |
| 6       | (0)              | Cávado                       | 7.591.000      | 8,6 %                           | 3,5 %                                      | 0,0 %                                 |
| 7       | (0)              | Ave                          | 7.446.000      | 9,6 %                           | 3,5 %                                      | 0,1 %                                 |
| 8       | (0)              | Oeste                        | 6.155.000      | 6,5 %                           | 2,9 %                                      | 0,0 %                                 |
| 9       | (0)              | Região de Leiria             | 5.963.000      | 6,2 %                           | 2,8 %                                      | 0,0 %                                 |
| 10      | (0)              | Tâmega e Sousa               | 5.448.000      | 6,7 %                           | 2,5 %                                      | 0,1 %                                 |
| 11      | (0)              | Madeira                      | 4.895.000      | 9,7 %                           | 2,3 %                                      | 0,1 %                                 |
| 12      | (0)              | Açores                       | 4.421.000      | 6,5 %                           | 2,1 %                                      | 0,0 %                                 |
| 13      | (0)              | Lezíria do Tejo              | 4.333.000      | 6,7 %                           | 2,0 %                                      | 0,0 %                                 |
| 14      | (0)              | Viseu Dão-Lafões             | 4.174.000      | 7,4 %                           | 2,0 %                                      | 0,1 %                                 |
| 15      | (0)              | Médio Tejo                   | 3.973.000      | 7,5 %                           | 1,9 %                                      | 0,0 %                                 |
| 16      | (0)              | Alto Minho                   | 3.784.000      | 6,8 %                           | 1,8 %                                      | 0,0 %                                 |
| 17      | (0)              | Beiras e Serra da Estrela    | 3.104.000      | 4,6 %                           | 1,5 %                                      | 0,0 %                                 |
| 18      | (0)              | Douro                        | 2.975.000      | 7,1 %                           | 1,4 %                                      | 0,0 %                                 |
| 19      | (0)              | Alentejo Central             | 2.832.000      | 5,2 %                           | 1,3 %                                      | 0,1 %                                 |
| 20      | (1)              | Alentejo Litoral             | 2.408.000      | 25,8 %                          | 1,1 %                                      | 0,1 %                                 |
| 21      | (1)              | Baixo Alentejo               | 2.363.000      | 8,9 %                           | 1,1 %                                      | 0,0 %                                 |
| 22      | (0)              | Terras de Trás-os-Montes     | 1.747.000      | 4,4 %                           | 0,8 %                                      | 0,0 %                                 |
| 23      | (0)              | Alto Alentejo                | 1.723.000      | 7,6 %                           | 0,8 %                                      | 0,0 %                                 |
| 24      | (0)              | Beira Baixa                  | 1.531.000      | 7,1 %                           | 0,7 %                                      | 0,0 %                                 |
| 25      | (0)              | Alto Tâmega                  | 1.162.000      | 6,8 %                           | 0,5 %                                      | 0,0 %                                 |
|         |                  | Portugal                     | 214.470        | 7,2 %                           | 100 %                                      |                                       |

## Desenvolvimento do PIB das Sub-regiões
A lista mostra o desenvolvimento económico das sub-regiões portuguesas através do produto interno bruto desde 2009 até 2021, mostrando os valores de cada três anos, e o crescimento final.
| Sub-região                   | PIB 2009 | PIB 2012 | PIB 2015 | PIB 2018 | PIB 2021 | Crescimento |
| ---------------------------- | -------- | -------- | -------- | -------- | -------- | ----------- |
| Área Metropolitana de Lisboa | 66.436   | 62.528   | 64.897   | 73.602   | 76.404   | 15,0 %      |
| Área Metropolitana do Porto  | 27.059   | 26.258   | 28.450   | 33.015   | 34.555   | 27,7 %      |
| Algarve                      | 7.498    | 7.164    | 7.880    | 9.729    | 9.244    | 23,3 %      |
| Região de Coimbra            | 6.938    | 6.632    | 7.065    | 7.990    | 8.317    | 19,9 %      |
| Região de Aveiro             | 5.702    | 5.546    | 6.145    | 7.164    | 7.759    | 36,1 %      |
| Cávado                       | 5.229    | 5.149    | 5.691    | 6.772    | 7.591    | 45,2 %      |
| Ave                          | 5.014    | 5.256    | 6.041    | 6.917    | 7.446    | 48,5 %      |
| Oeste                        | 4.878    | 4.609    | 5.011    | 5.779    | 6.155    | 26,2 %      |
| Região de Leiria             | 4.779    | 4.573    | 4.975    | 5.604    | 5.963    | 24,8 %      |
| Tâmega e Sousa               | 4.173    | 4.159    | 4.571    | 5.073    | 5.448    | 30,5 %      |
| Madeira                      | 4.345    | 4.062    | 4.313    | 4.940    | 4.895    | 12,7 %      |
| Açores                       | 3.703    | 3.569    | 3.824    | 4.284    | 4.421    | 19,4 %      |
| Lezíria do Tejo              | 3.677    | 3.396    | 3.619    | 4.022    | 4.333    | 17,8 %      |
| Viseu Dão-Lafões             | 3.325    | 3.229    | 3.377    | 3.789    | 4.174    | 25,5 %      |
| Médio Tejo                   | 3.395    | 3.250    | 3.392    | 3.787    | 3.973    | 17,0 %      |
| Alto Minho                   | 2.878    | 2.882    | 3.070    | 3.600    | 3.784    | 31,5 %      |
| Beiras e Serra da Estrela    | 2.443    | 2.361    | 2.596    | 2.931    | 3.104    | 27,1 %      |
| Douro                        | 2.287    | 2.285    | 2.441    | 2.770    | 2.975    | 30,1 %      |
| Alentejo Central             | 2.397    | 2.300    | 2.406    | 2.765    | 2.832    | 18,2 %      |
| Alentejo Litoral             | 1.839    | 1.938    | 2.369    | 2.377    | 2.408    | 30,9 %      |
| Baixo Alentejo               | 1.942    | 1.939    | 2.045    | 2.285    | 2.363    | 21,7 %      |
| Terras de Trás-os-Montes     | 1.501    | 1.385    | 1.516    | 1.666    | 1.747    | 16,4 %      |
| Alto Alentejo                | 1.488    | 1.371    | 1.511    | 1.646    | 1.723    | 15,8 %      |
| Beira Baixa                  | 1.262    | 1.351    | 1.357    | 1.426    | 1.531    | 21,3 %      |
| Alto Tâmega                  | 1.020    | 0.967    | 0.987    | 1.093    | 1.162    | 13,9 %      |
| Portugal                     | 175.416  | 168.295  | 179.713  | 205.184  | 214.470  | 22,3 %      |

1. ↑  «PORDATA - Ambiente de Consulta». www.pordata.pt. Consultado em 22 de novembro de 2022
2. ↑  «PORDATA - Ambiente de Consulta». www.pordata.pt. Consultado em 22 de novembro de 2022